# 火車東站駅 (杭州市)
火車東站駅（かしゃとうたんえき、中文表記: 火车东站站）は、中華人民共和国浙江省杭州市上城区に位置する杭州地下鉄1号線と4号線の駅。中国語において「火車」は列車、「站」は駅という意味であるため意味合いとしては「列車東駅」というような形になり、これは国鉄の杭州東駅を指している。

## 駅構造
外側2線を1号線、内側2線を4号線が使用しており、合わせて2面4線の構造となっている。
出口はA,B,C1,C2,C3,D,Eの7箇所があり、化粧室は出口E付近の改札外にある。

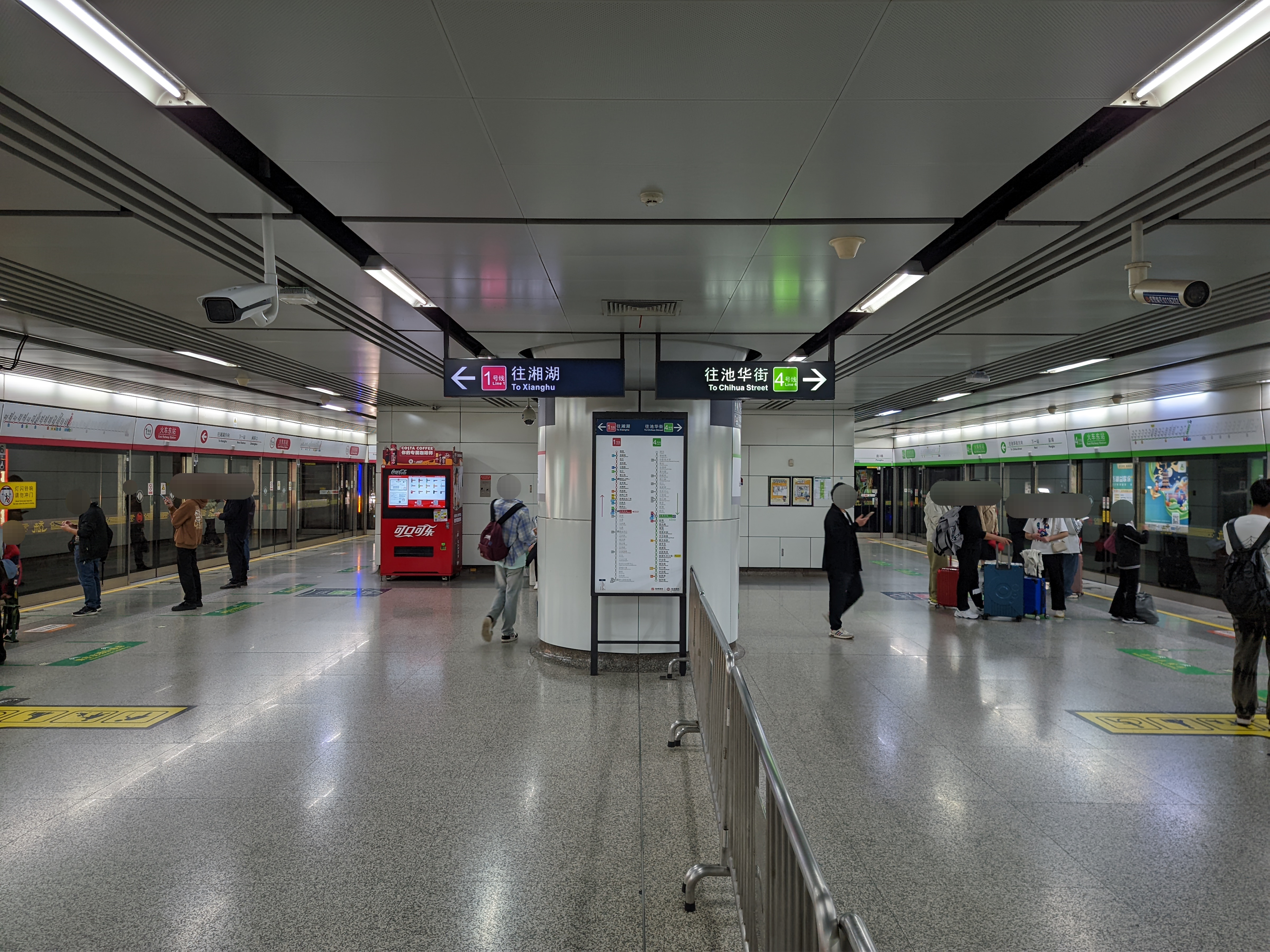
ホームの様子

### 駅コンコース
地下2階に位置しており、32台の自動券売機が設置されている。
コンコースの壁には「快成快客」という名称が付けられた、長さ19.2m高さ2.2mのアートが施されており、人々の都市生活のイメージを表している。中国美術学院の教師や生徒により製作された。

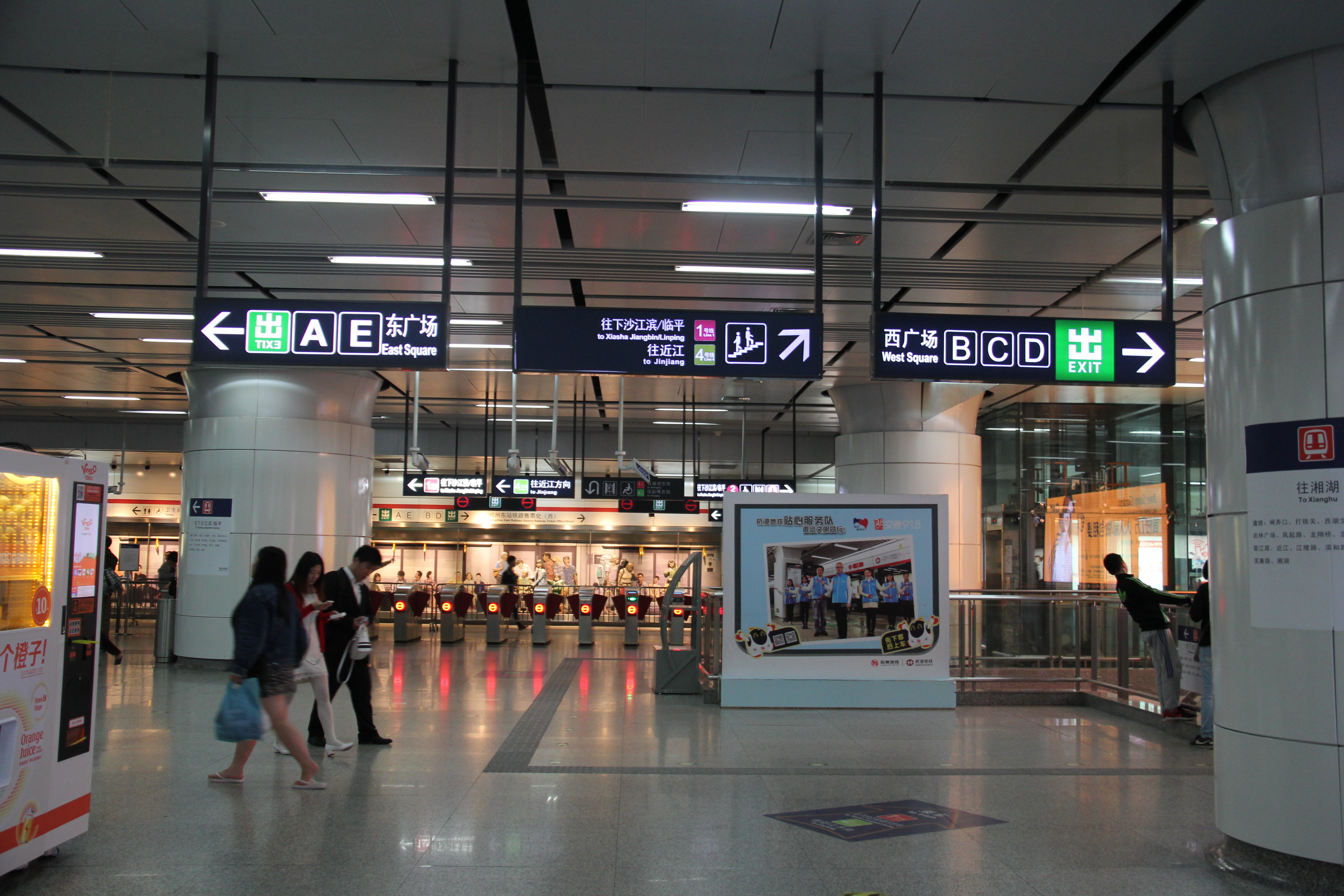
駅コンコースの様子
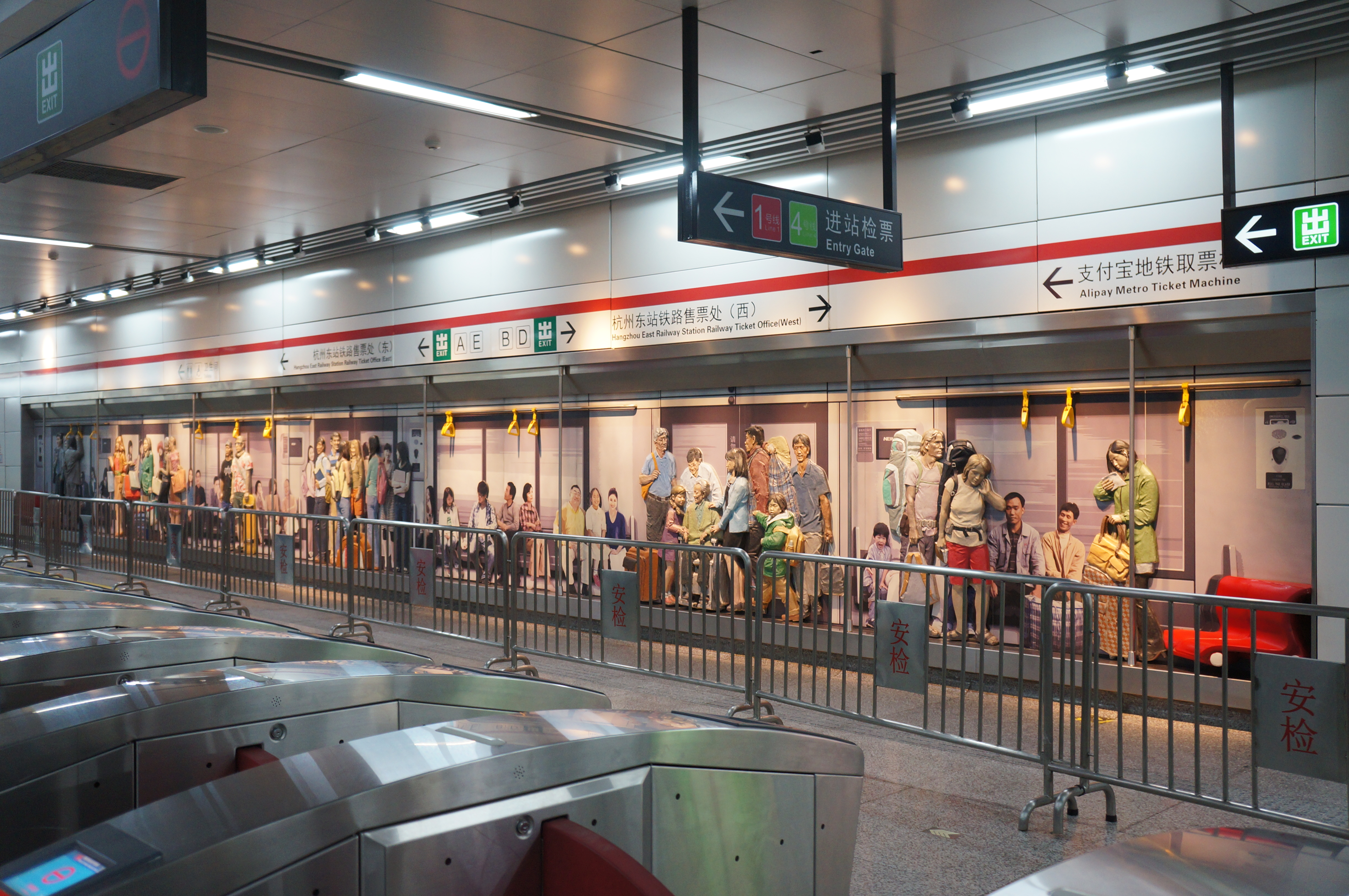
駅構内に設けられた壁アート

### のりば
| 2 | 1号線 | 下沙江浜・臨平方面 |
| 4 | 4号線 | 近江・浦沿         |
| 3 | 4号線 | 彭埠行き           |
| 1 | 1号線 | 城站・湘湖方面     |

## 歴史
- 2013年6月30日 - 1号線の駅として開業[5]。
- 2015年2月2日 - 4号線が開業[6]。

## 隣の駅
杭州地下鉄
■ 1号線
閘弄口駅 - 火車東站駅 - 彭埠駅
■ 4号線
彭埠駅 - 火車東站駅 - 新風駅